# Traunviertel
Traunviertel (eller Traunkreis) er et regionalt område beliggende i den østrigske delstat Oberösterreich. Området er opkaldt efter floden Traun, der oprindelig udgjorde områdets nordvestlige afgrænsning mod Oberösterreich. Da Østrig fik en ændret administrativ opdeling i det 19. århundrede i distrikter ændredes også den nordvestlige grænse til Hausruckviertel. Mod sydvest grænser området til Tennengau i delstaten Salzburg, mod syd til distriktet Liezen i delstaten Steiermark og mod øst til Mostviertel i delstaten Niederösterreich.

Traunviertel består af følgende distrikter:
- Linz (syd for Donau)
- Linz-Land
- Gmunden
- Kirchdorf an der Krems
- Steyr-Land
- Steyr

Oberösterreich er inddelt i fire historiske regioner, og udover Traunviertel er det Hausruckviertel, Innviertel og Mühlviertel.

## Historie
Oprindelig var området ejet af Traungauer greverne Otakar, og indtil 1254 hørte det under Hertugdømmet Steiermark. Med traktaten fra Ofen i 1254 mellem Ottokar 2. af Bøhmen og Béla 4. af Ungarn blev området udskilt af Steiermark og blev til kerneområdet af det nuværende Oberösterreich.